# SN 2012ag
SN 2012ag – supernowa typu Ia, odkryta 16 lutego 2012 roku w galaktyce M-05-32-65. W momencie odkrycia, miała maksymalną jasność 16,6m.